# Zonnekemeers

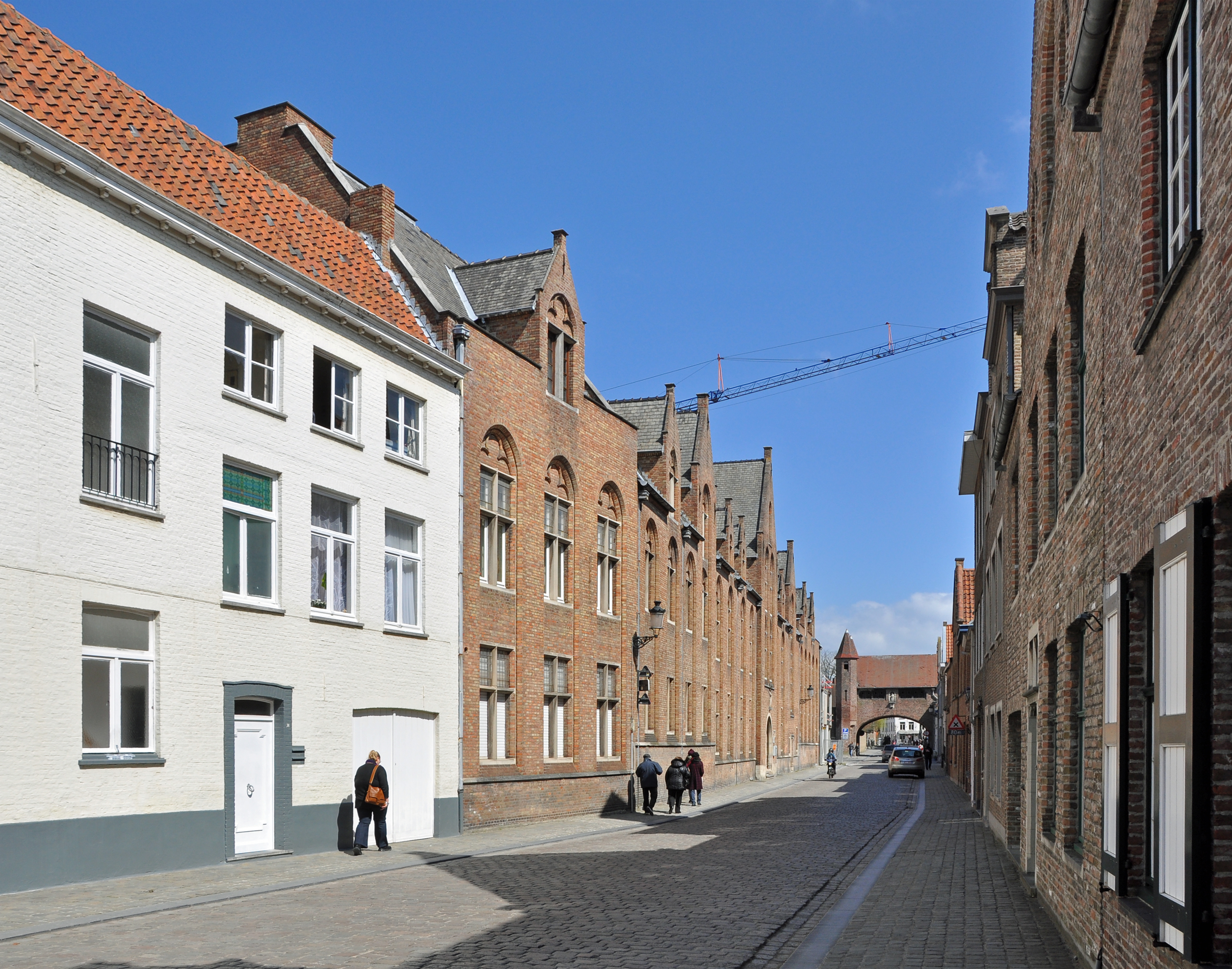
Zonnekemeers gezien van uit de Oostmeers

Zonnekemeers is een straat in Brugge.

## Beschrijving
Het Zonnekemeers behoort tot de straatnamen binnen de Meersen: Oostmeers en Westmeers. Rond 1340 werd een nieuwe straat aangelegd met de naam Nieuwe Meers. Een stadsrekening in 1342 vermeldt van een huus dat of te broken was Bachten Walle omme die brucghe in de Meersch te makene ende die strate.
Op de hoek van de Nieuwe Meers en de Oostmeers stond een herberg dat de naam het Zunneken kreeg. Vanaf het begin van de 16de eeuw had men het over Zunneken Meersch en dit werd ook de officiële naam.
Het Zonnekemeers loopt van de Oostmeers naar het Walplein.